# Paul Dedewo
Paul Dedewo (* 5. Juni 1991) ist ein nigerianisch-US-amerikanischer Sprinter, der sich auf die 400-Meter-Distanz spezialisiert hat und der seit 2017 für die Vereinigten Staaten startberechtigt ist.

## Sportliche Laufbahn
Paul Dedewo wuchs in New York City auf und absolvierte ein Studium am City College of New York. 2016 wurde er nigerianischer Meister über 400 Meter. Bei den IAAF World Relays 2017 in Nassau belegte er in 3:17,29 min den zweiten Platz mit der US-amerikanischen Mixed-Staffel über 4-mal 400 Meter und im Jahr darauf wurde er bei der Roma Golden Gala – Pietro Mennea in 44,58 s Dritter über 400 Meter. Zuvor kam er bei den Hallenweltmeisterschaften in Birmingham in der Männerstaffel über 4-mal 400 Meter im Vorlauf zum Einsatz und trug damit zum Gewinn der Silbermedaille der US-Mannschaft bei. Bei den IAAF World Relays 2019 in Yokohama wurde er im Finale der 4-mal-400-Meter-Staffel disqualifiziert und 2024 verhalf er der Staffel bei den Hallenweltmeisterschaften zum Finaleinzug und trug damit erneut zum Gewinn der Silbermedaille bei.

## Persönliche Bestleistungen
- 200 Meter: 20,40 s (+1,7 m/s), 8. April 2017 in Tempe
  - 200 Meter (Halle): 21,38 s, 26. Dezember 2015 in New York City
  - 300 Meter (Halle): 31,92 s, 4. März 2017 in Albuquerque
- 400 Meter: 44,43 s, 21. Juli 2018 in London
  - 400 Meter (Halle): 45,61 s, 18. Februar 2018 in Albuquerque